# Kabinett Sellering II
Das Kabinett Sellering II amtierte vom 25. Oktober 2011 bis zum 1. November 2016 als Landesregierung von Mecklenburg-Vorpommern. Die SPD unter Ministerpräsident Erwin Sellering setzte die große Koalition mit der CDU fort. Der Koalitionsvertrag wurde am 24. Oktober 2011 unterschrieben, Sellering am folgenden Tag im Schweriner Landtag wiedergewählt. Das Kabinett wurde von einer erneuten rot-schwarzen Koalition unter Sellering abgelöst, dem Kabinett Sellering III.

## Ausgangssituation
Seit 2006 regierte in Mecklenburg-Vorpommern eine SPD-geführte große Koalition. In der Mitte der Legislaturperiode übernahm Erwin Sellering das Amt des Ministerpräsidenten von Harald Ringstorff.
Die SPD gewann die Landtagswahl 2011 mit 35,6 Prozent klar vor der CDU mit 23 Prozent und der Linken mit 18,6 Prozent. Die Grünen zogen mit 8,7 Prozent erstmals in den Landtag ein, die NPD schaffte mit 6,0 Prozent erneut den Sprung über die Fünf-Prozent-Hürde und die FDP schied mit 2,8 Prozent aus dem Parlament aus. Als realistische Koalitionsoptionen kamen somit die Fortführung der großen Koalition oder die Neuauflage einer rot-roten Koalition in Frage. Eine solche hatte in Mecklenburg-Vorpommern bereits von 1998 bis 2006 regiert. Vor der Wahl hatte die SPD keine Koalitionsaussage getroffen. Sowohl das Wahlprogramm als auch die Kandidatenliste der Linken wurden als gute Grundlage für eine rot-rote Koalition gewertet.

## Koalitionsvertrag
Zweieinhalb Wochen nach der Landtagswahl und nach Sondierungsgesprächen mit CDU und der Linken gab Ministerpräsident Erwin Sellering bekannt, mit den Christdemokraten in Koalitionsgespräche zu treten. Der Koalitionsvertrag wurde nach dreiwöchigen Verhandlungen geschlossen. Landesparteitage der SPD und der CDU stimmten ihm mit jeweils großer Mehrheit zu.
Der Koalitionsvertrag sah unter anderem einen Mindestlohn von 8,50 Euro bei Landesaufträgen vor, der eines der wichtigsten Themen im Wahlkampf war und von der CDU stets abgelehnt wurde.

## Die Landesregierung
Bei der Wahl im Schweriner Landtag am 25. Oktober 2011 erhielt Erwin Sellering nur 42 Ja-Stimmen, obwohl das Regierungsbündnis über 45 Sitze verfügt. Ein CDU-Abgeordneter fehlte bei der Abstimmung. Der Gegenkandidat der NPD, Udo Pastörs, erhielt mit sechs Stimmen eine mehr als die NPD Abgeordnete hat.
Die SPD stellte fünf, die CDU nur noch drei statt bisher vier Minister. Jürgen Seidel (CDU), bisher Minister für Wirtschaft, Arbeit und Tourismus, schied aus der Regierung aus. Sein Ministerium, das nun für Wirtschaft, Bau und Tourismus zuständig war, wurde von Harry Glawe (CDU) übernommen. Neuer Minister für Bildung, Wissenschaft und Kultur wurde Mathias Brodkorb (SPD). Er übernahm das Amt von Henry Tesch (CDU). Zwei „Superministerien“ wurden durch Kompetenzerweiterungen neu geschaffen: Volker Schlotmann (SPD) war statt für Verkehr, Bau und Landesentwicklung nun für Energie, Infrastruktur und Landesentwicklung, Manuela Schwesig, bisher Ministerin für Soziales und Gesundheit, für Arbeit, Gleichstellung und Soziales zuständig. Dafür verlor Margret Seemann (SPD) ihr Amt als Parlamentarische Staatssekretärin für Frauen und Gleichstellung mit Kabinettsrang und wurde wieder einfache Landtagsabgeordnete.
Öffentliche Kritik, vor allem vom Landesfrauenrat, rief die Entscheidung hervor, künftig auf eine Parlamentarische Staatssekretärin für Frauen und Gleichstellung zu verzichten und das Gleichstellungsressort dem Sozialministerium von Ministerin Manuela Schwesig anzugliedern. Skepsis rief teilweise auch die Nominierung des 34-jährigen Mathias Brodkorb hervor. So beklagte die Gewerkschaft Erziehung und Wissenschaft (GEW) mangelnde Reformbereitschaft im Bereich Bildung, die weit hinter den Erwartungen an eine Reformierung der Schulpolitik zurückblieben.
Der Landesregierung von Mecklenburg-Vorpommern gehörten folgende Mitglieder an:
| Amt oder Ressort                             | Bild                                                                                             | Amtsinhaber(in)                                     | Partei | Partei             | Staatssekretär(in)                                         | Partei | Partei |
| -------------------------------------------- | ------------------------------------------------------------------------------------------------ | --------------------------------------------------- | ------ | ------------------ | ---------------------------------------------------------- | ------ | ------ |
| Ministerpräsident                            |                                                                                                  | Erwin Sellering                                     |        | SPD                | Reinhard Meyer Chef der Staatskanzlei: (bis 12. Juni 2012) |        | SPD    |
| Ministerpräsident                            | Christian Pegel (vom 18. Juni 2012 bis 13. Januar 2014) Christian Frenzel (seit 14. Januar 2014) | Erwin Sellering                                     |        | SPD                |                                                            |        | SPD    |
| Ministerpräsident                            | Angelika Peters Bevollmächtigte beim Bund: (bis 22. Oktober 2013)                                | Erwin Sellering                                     |        | SPD                |                                                            |        | SPD    |
| Ministerpräsident                            | Pirko Kristin Zinnow Bevollmächtigte beim Bund: (ab 22. Oktober 2013)                            | Erwin Sellering                                     |        | SPD                |                                                            |        | SPD    |
| Stellvertreter des Ministerpräsidenten       |                                                                                                  | Lorenz Caffier                                      |        | CDU                |                                                            |        |        |
| Inneres und Sport                            | Thomas Lenz                                                                                      | Lorenz Caffier                                      |        | CDU                | CDU                                                        |        |        |
| Justiz                                       |                                                                                                  | Uta-Maria Kuder                                     | CDU    | Birgit Gärtner     |                                                            |        |        |
| Finanzen                                     |                                                                                                  | Heike Polzin                                        |        | SPD                | Jost Mediger (bis 29. Okt. 2012)                           |        | SPD    |
| Finanzen                                     | Peter Bäumer (ab 1. Nov. 2012)                                                                   | Heike Polzin                                        |        | SPD                |                                                            |        | SPD    |
| Wirtschaft, Bau und Tourismus                |                                                                                                  | Harry Glawe                                         |        | CDU                | Rüdiger Möller (bis 14. Nov. 2011)                         |        |        |
| Wirtschaft, Bau und Tourismus                | Stefan Rudolph (ab 14. Nov. 2011)                                                                | Harry Glawe                                         |        | CDU                | CDU                                                        |        |        |
| Landwirtschaft, Umwelt und Verbraucherschutz |                                                                                                  | Till Backhaus                                       |        | SPD                | Karl Otto Kreer (bis 5. April 2014)                        |        |        |
| Landwirtschaft, Umwelt und Verbraucherschutz | Peter Sanftleben (ab 5. April 2014)                                                              | Till Backhaus                                       |        | SPD                |                                                            |        |        |
| Bildung, Wissenschaft und Kultur             |                                                                                                  | Mathias Brodkorb (bis 4. Oktober 2016, dann vakant) | SPD    | Sebastian Schröder |                                                            | SPD    |        |
| Energie, Infrastruktur und Landesentwicklung |                                                                                                  | Volker Schlotmann (bis 13. Januar 2014)             | SPD    | Ina-Maria Ulbrich  | SPD                                                        |        |        |
| Energie, Infrastruktur und Landesentwicklung | Christian Pegel (seit 14. Januar 2014)                                                           |                                                     | SPD    | Ina-Maria Ulbrich  | SPD                                                        |        |        |
| Arbeit, Gleichstellung und Soziales          |                                                                                                  | Manuela Schwesig (bis 16. Dezember 2013)            | SPD    | Nikolaus Voss      | SPD                                                        |        |        |
| Arbeit, Gleichstellung und Soziales          | Birgit Hesse (seit 14. Januar 2014)                                                              |                                                     | SPD    | Nikolaus Voss      | SPD                                                        |        |        |